# 크난어
크난어 또는 유대슬라브어는 서슬라브어군과 관련이 있는 유대계 언어 중의 하나이다. 일찍이 체코에서 쓰이고 있었지만 중세 말기에 사멸하여 현재는 사어가 되었다. 다른 명칭으로 '유대체코어'나 '유대계 슬라브어'로 보기도 한다.
역사적으로는 아슈케나짐이 동진하기 전부터 동구권에 거주하고 있던 소수의 유대인의 언어로 여겨진다. 슬라브어파의 영향으로 미뤄볼 때 게르만어파의 이디시어와는 구별된다.

## 같이 보기
- 라디노어